# Скшинецкий, Пётр

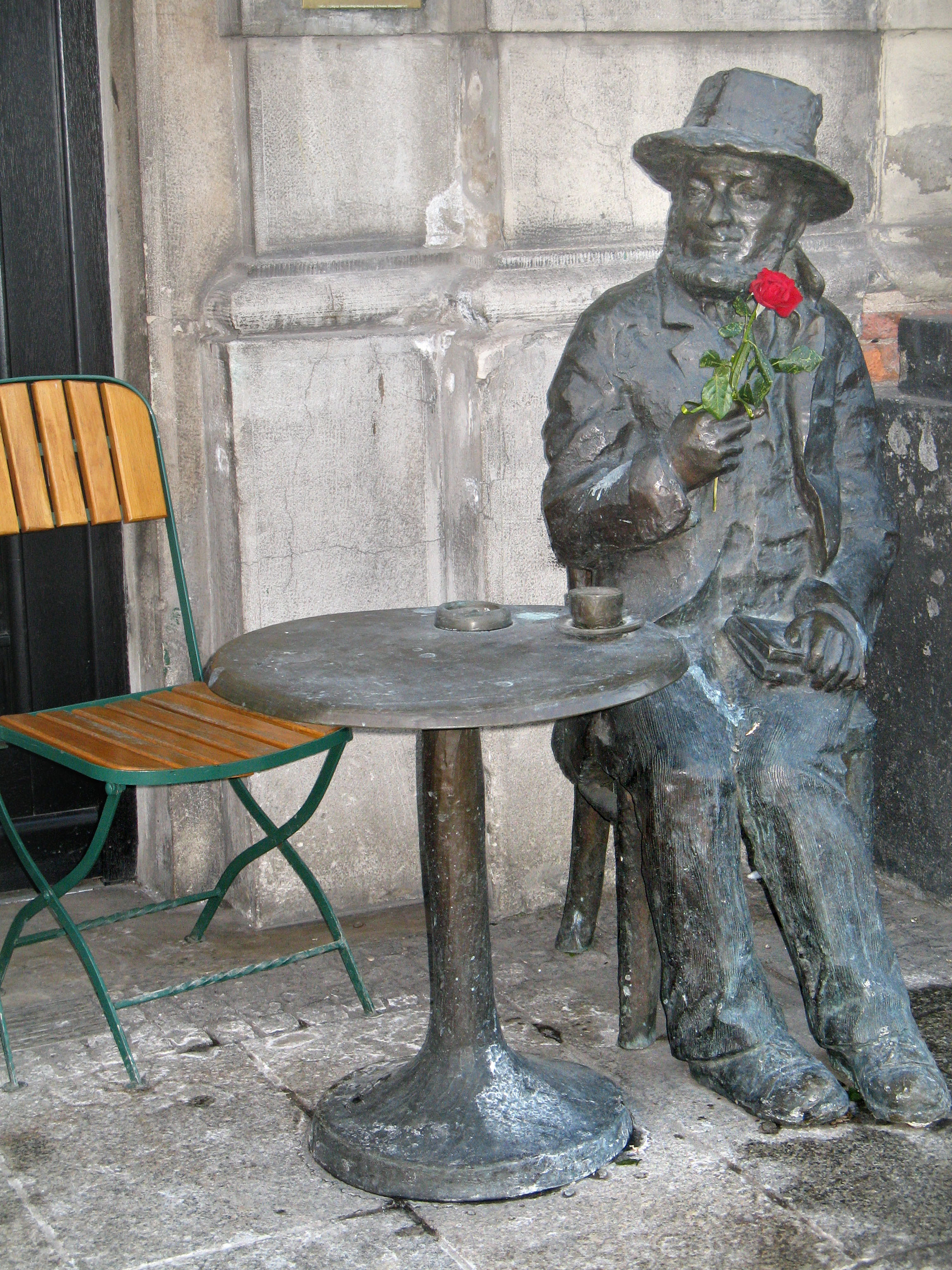
Памятник Петру Скшинецкому при Дворце Потоцких, Главная площадь, Краков

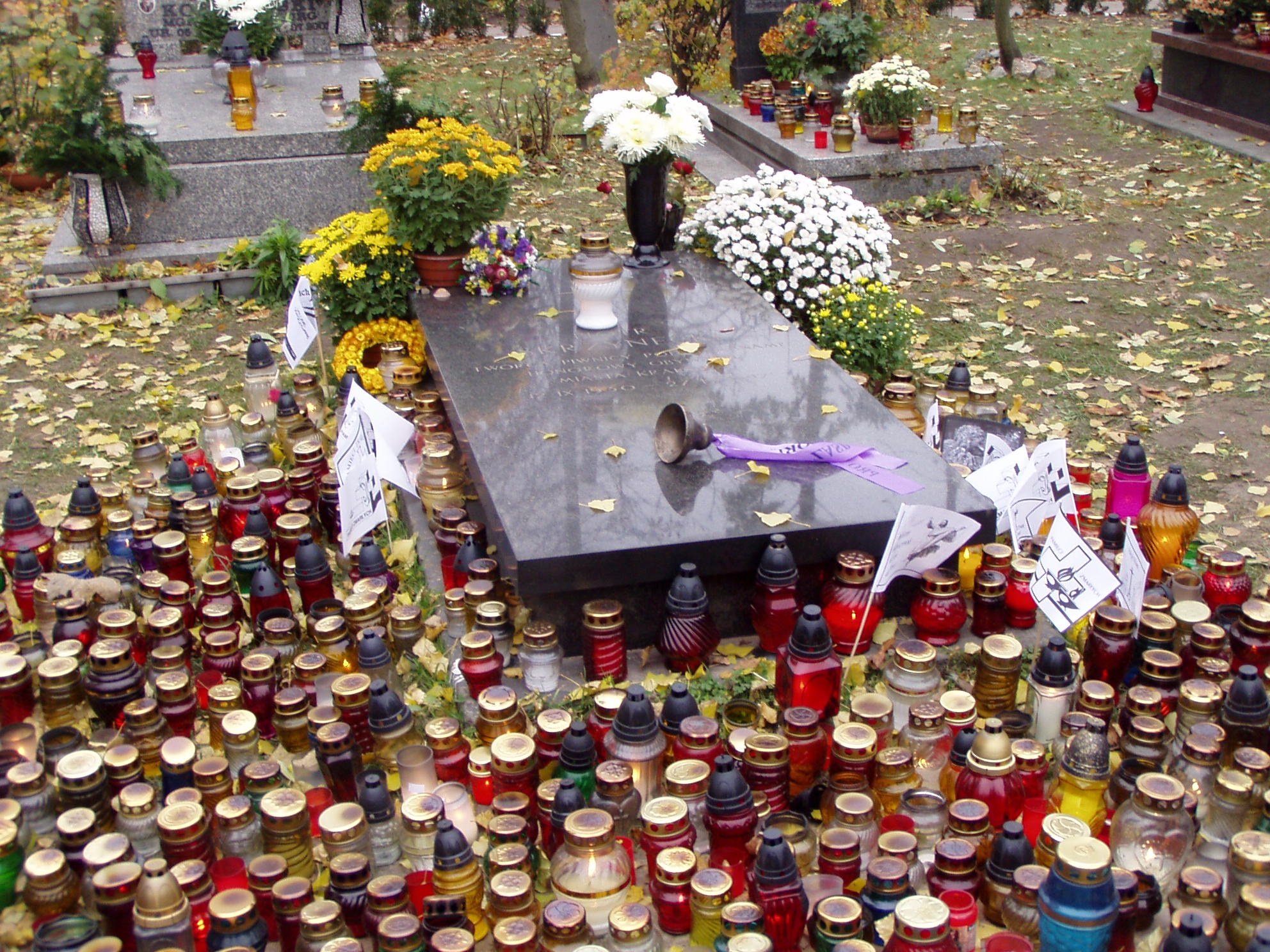
Могила Петра Скшинецкого на Раковицком кладбище в Кракове

Пётр Цеза́ри Скшине́цкий (пол. Piotr Cezary Skrzynecki, 12 сентября 1930 года, Варшава, Польша — 27 апреля 1997 года, Краков, Польша) — польский актёр, режиссёр, сценарист, театральный деятель. Заслуженный деятель культуры Польши. Основатель и художественный руководитель кабаре «Подвал под баранами».

## Биография
Родился 12 сентября 1930 года в Варшаве в польско-еврейской семье, сын подполковника Войска Польского Мариана Скшинецкого и Магдалены Эндельман. Детство провёл в Миньске-Мазовецком. Вторую мировую войну вместе с матерью провёл в Макуве-Подхаляньском, Забже и Лодзи. После стал обучаться в Лодзи в Высшей экономической школе, которую вскоре оставил, поступив в Государственную школу инструкторов самодеятельных театров при Государственной Высшей театральной школе.
В 1951 году, закончив Государственную Высшую театральную школу, переехал в Краков, где организовал рабочий самодеятельный театр в Новой-Гуте. В это же время изучал историю искусств в течение пяти лет в Ягеллонском университете в классе профессора Кароля Эстрайхера. В 1956 году организовал вместе с друзьями в подвале Краковского дома культуры, находящегося во Дворце Потоцких на краковской Главной площади, артистический клуб как место встречи студентов Академии изящных искусств. Участники этого студенческого клуба изучали на своих встречах историю искусства, музыки и архитектуры. Вскоре на основе этого клуба было создано кабаре «Подвал под баранами».
С 1956 по 1968 год Пётр Скшинецкий сотрудничал с редакциями различных краковских периодических изданий в качестве литературного и искусствоведческого критика. С 1956 по 1981 год вёл постоянную рубрику под названием «Echo Piwnicy pod Baranami» (Эхо Подвала под баранами) в газете «Echo Krakowa». С 1984 года подобные публикации под названием «Głos Piwnicy pod Baranami» стали публиковаться в литературном журнале «Krakow» и позднее они стали печататься в газете «Dziennik Polski».
В 1976—1986 годах организовывал в краковском Старом театре ежегодные юбилейные балы по случаю годовщины со дня основания кабаре «Подвал под баранами».
Снимался в документальных и художественных фильмах:
- «Kalosze szczęścia», режиссёр. Антоний Богдзевич (1958 г.);
- «Aria dla atlety», режиссёр Филипп Байон (1979 г.);
- «Sukcesja», режиссёр Марта Месарош (1980 г.);
- «Epitafium dla Barbary Radziwiłłówny», режиссёр Януш Маевский (1983 г.);
- «Przewodnik», режиссёры Томаш Зыгадло (1984 г.);
- «Piwnica pod Baranami Piotra Skrzyneckiego», режиссёр Антоний Краузе;
- «Rozmowy z Piotrem», режиссёр Войцех Морек[3] (1992 г.).

Был режиссёром и соавтором сценария короткометражного фильма «Dwa pawie na złotym sznurku» (1989 г.), который получил награду на XXIX Всепольском Фестивале короткометражных фильмов.
Основал ночные концерты, посвящённые собственным дням рождения, которые проводились в различных местах Кракова. Эти концерты стали краковской традицией, которые ежегодно проводятся в Старом театре под названием «Концерты для Петра Скшинецкого». Также несколько раз организовывал уличные театральные представления, посвящённые историческим и культурным событиям, в частности «Въезд в Краков Юзефа Пилсудского» (1980 г.), «Юбилей Юзефа Крашевского в ратуше под портретами императора Франца Иосифа и императрицы Елизаветы» «Император Иосиф и императрица Елизавета», «Присяга Тадеуша Костюшко» (1992 г.), «293 годовщина Венской битвы» и «93-летняя годовщиная появления электричества в Кракове».
В течение последних пяти лет своей жизни серьёзно болел и проходил лечение в Клинике внутренних болезней Ягеллонского университета. Скончался 27 апреля 1997 года и был похоронен 6 мая на Аллее заслуженных на Раковицком кладбище.

## Награды
- Заслуженный деятель культуры Польши (1968 г.);
- Золотой знак «За общественную деятельность для Кракова» (1981 г.);
- Награда города Краков (1981 г.);
- Почётный гражданин Королевского города Краков (1994)[4],
- Командор со звездой ордена Возрождения Польши (2016 г., посмертно).

## Память
- Петру Скшинецкому установлен памятник перед Дворцом под баранами на Главной площади в Кракове;
- Петру Скшинецкому посвящена скульптура авторства Кароля Гонсеницы Шостака, установленная в 1998 году около здания на улице Скавинской, дом 8;
- Биографическая книга писательницы Иоанны Ольчак-Роникер.